# La Grande-Verrière
La Grande-Verrière ist eine französische Gemeinde mit 550 Einwohnern (Stand: 1. Januar 2022) im Département Saône-et-Loire in der Region Bourgogne-Franche-Comté (vor 2016 Burgund). Die Gemeinde gehört zum Arrondissement Autun und zum Kanton Autun-2 (bis 2015 Kanton Saint-Léger-sous-Beuvray).

## Geographie
La Grande-Verrière liegt etwa 15 Kilometer westsüdwestlich von Autun, am Fluss Méchet, im Regionalen Naturpark Morvan. Umgeben wird La Grande-Verrière von den Nachbargemeinden Roussillon-en-Morvan im Norden und Nordwesten, La Celle-en-Morvan im Norden und Nordosten, Monthelon im Osten, Laizy im Süden und Südosten, Saint-Léger-sous-Beuvray im Süden und Südwesten sowie Saint-Prix im Nordwesten.

## Bevölkerungsentwicklung
| 1962                       | 1968 | 1975 | 1982 | 1990 | 1999 | 2006 | 2013 | 2019 |
| -------------------------- | ---- | ---- | ---- | ---- | ---- | ---- | ---- | ---- |
| 778                        | 698  | 615  | 563  | 582  | 570  | 545  | 528  | 563  |
| Quellen: Cassini und INSEE |      |      |      |      |      |      |      |      |

## Sehenswürdigkeiten
- Kirche Saint-Martin
- Schloss Savilly
- Burg Vautheau
- Schloss Le Vouchot, ursprünglich aus dem 13. Jahrhundert, Umbauten aus dem 15. Jahrhundert, Monument historique seit 1995
- Schloss Bouton aus dem Jahre 1670
- Schloss Glaine (auch: Schloss Les Roches von Glenne)

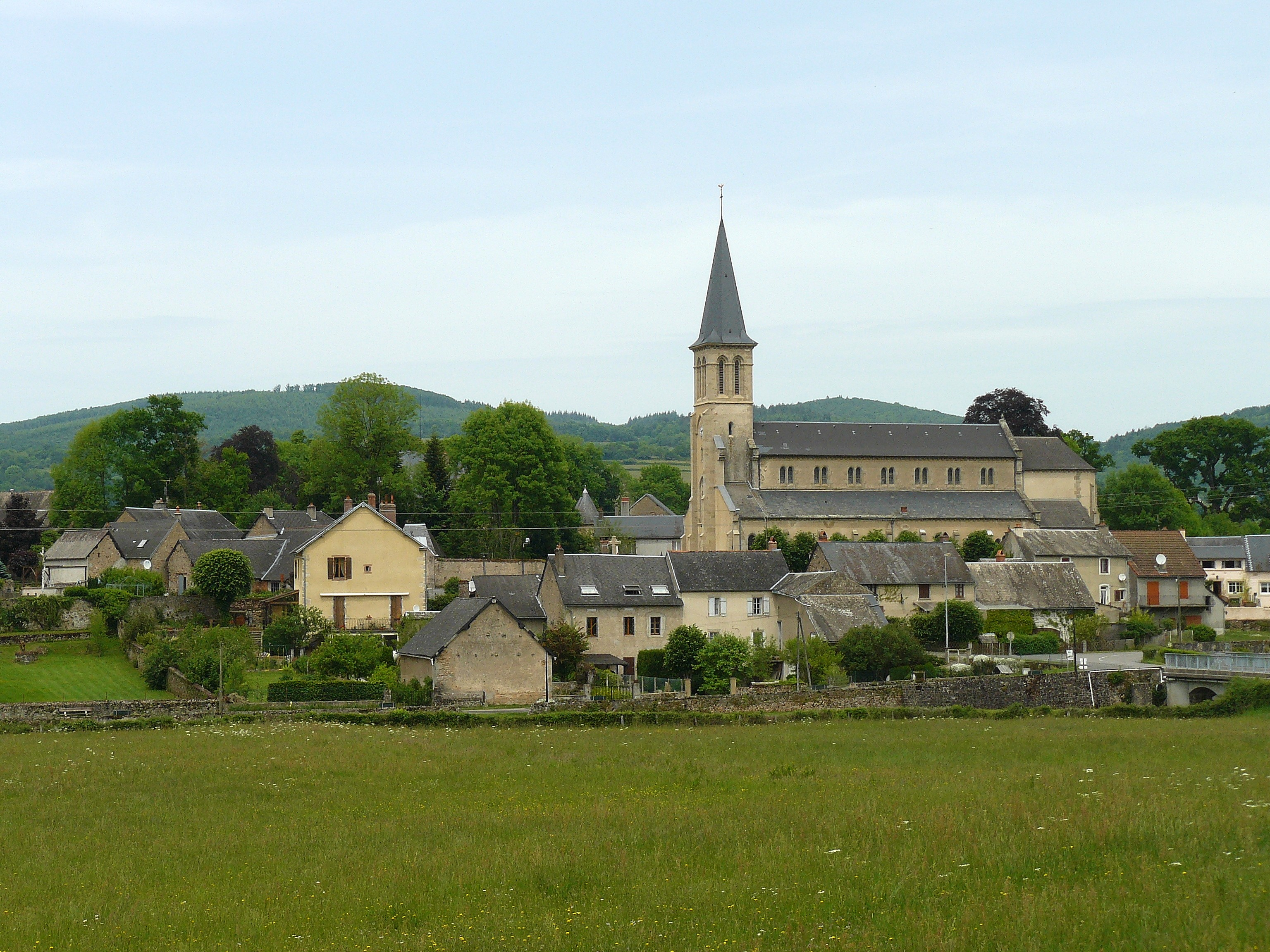
Kirche Saint-Martin im Ort

- Herrenhaus von Pouriot